# جویس منجیز
جویس مِنجیز (انگلیسی: Joyce Menges؛ زادهٔ ۶ اوت ۱۹۴۸) بازیگر اهل ایالات متحده آمریکا است.
از فیلم‌ها یا مجموعه‌های تلویزیونی که وی در آن‌ها نقش داشته‌است، می‌توان به تقدیم به رم با عشق و شما او را می‌بینید اشاره نمود.